# Makāsib
Makāsib är en ö i Förenade Arabemiraten.   Den ligger i emiratet Abu Dhabi, i den västra delen av landet, 260 kilometer väster om huvudstaden Abu Dhabi. Arean är 0,21 kvadratkilometer.
Terrängen på Makāsib är mycket platt. Öns högsta punkt är 5 meter över havet. Den sträcker sig 0,6 kilometer i nord-sydlig riktning, och 0,8 kilometer i öst-västlig riktning.